# 하랄트 추어 하우젠
하랄트 추어 하우젠(독일어: Harald zur Hausen, 1936년 3월 11일~2023년 5월 28일)은 독일의 바이러스 학자로, 자궁경부암을 일으키는 인간유두종 바이러스(HPV)를 발견한 업적으로 2008년 노벨 생리학·의학상을 수상하였다. 자궁경부암은 현재 여성에게서 2번째로 발병률이 높은 암이다. 하우젠은 독일 암연구센터의 대표 연구원으로 활동했다.

## 업적
하랄트 하우젠은 인간 유두종바이러스(HPV)를 통한 암의 발생에 대한 메커니즘을 밝혀냈고 HPV16과 HPV18을 발견하였다. 이를 통하여 2가지 바이러스에 대한 백신을 개발할 수 있었고 이 백신은 95%이상의 감염을 방지할 수 있게 되었다. 또한 백신을 이용한 치료방법으로 수술을 통한 치료방법이나 자궁경부암로 인한 사람들의 고통을 덜어줄 수 있게 만들었다.
1970년대 까지는 기존의 과학자들은 자궁경부암에 걸리는 원인이 헤르페스 심플렉스 바이러스(herpes simplex type 2 virus)HSV-2에 의하여 발병된다고 생각하였다. 하랄트 하우젠은 이러한 가설을 확인하기 위하여 자궁경부암세포에서 현장 혼성화(in situ hybridization)을 통하여 HSV-2를 발견하고자 하였으나 계속 실패하였다. 그래서 그는 HSV-2가 아니라 인간 유두종바이러스가 자궁경부암이 발병되는 것의 원인이라고 생각하였다. 그는 만약에 암세포가 암유발 바이러스를 가지고 있다면, 바이러스의 DNA가 숙주 암세포의 게놈에 삽입되어 있을 것이라고 생각하였다. 숙주세포의 게놈에 들어간 인간 유두종바이러스(HPV) 유전자는 숙주 세포 주기를 활성화시키고 세포자살을 억제함으로써 암을 유발시킬 수 있기 때문이다. 그는 10여년동안 인간 유두종바이러스(HPV)의 다양한 종류를 찾으려고 연구하였다. 하지만 많은 종류의 인간 유두종바이러스(HPV) 중에 일부의 것들만 숙주 세포의 게놈에 삽입되어 자궁경부암을 유발시킨다는 점이었다. 1983년, 그는 자궁경부암에 걸린 환자의 세포에서 HPV16을 발견하였다. 1984년에는 HPV18을 찾아내었다. 이 2가지 타입의 HPV는 전 세계 자궁경부암 환자의 70%에서 발견되고 있다.

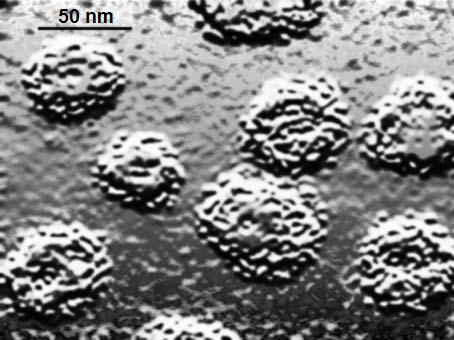
유두종 바이러스의 전자현미경 사진

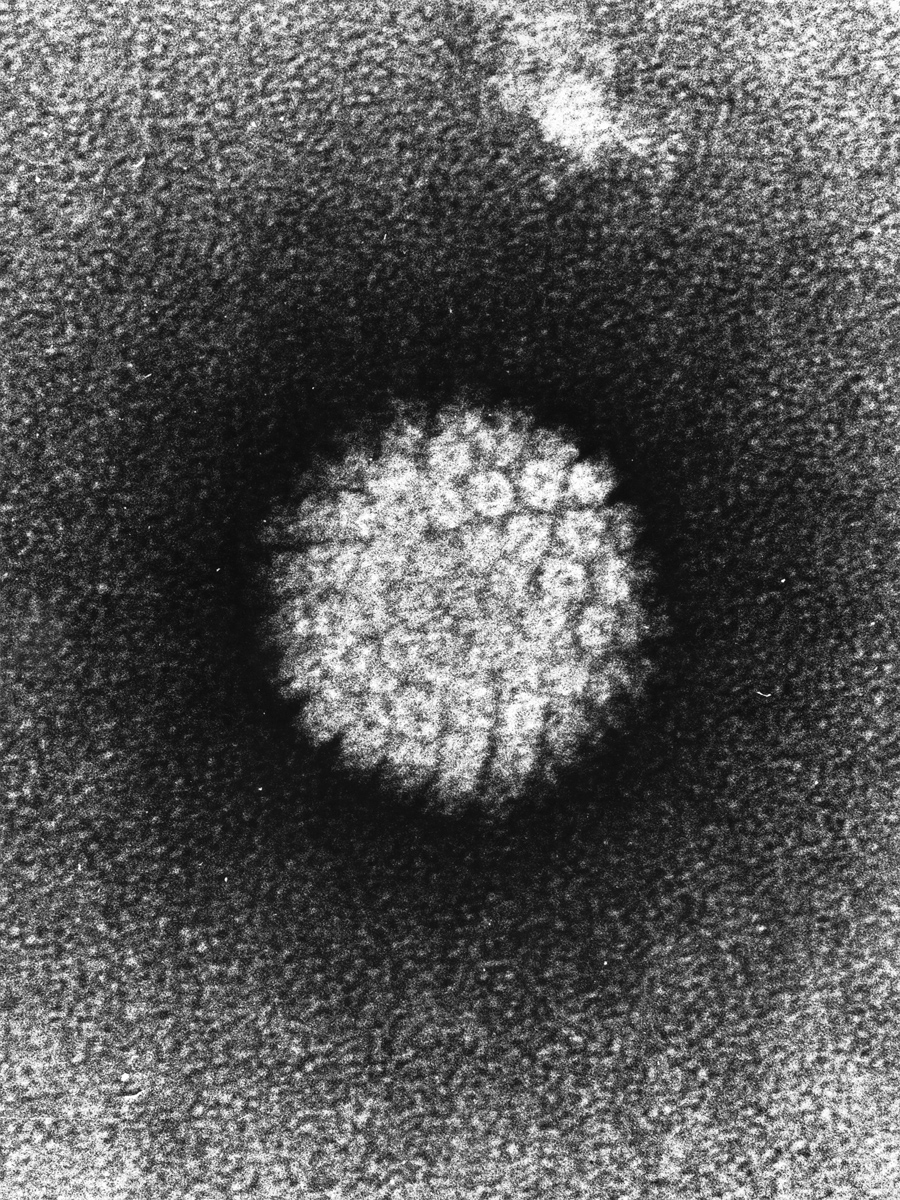
유두종 바이러스의 투사전지현미경사진